# Cot Seutui (Ulim)
Cot Seutui is een bestuurslaag in het regentschap Pidie Jaya van de provincie Atjeh, Indonesië. Cot Seutui telt 295 inwoners (volkstelling 2010).